# 제1차 이프르 전투
제1차 이프르 전투(프랑스어: Première Bataille des Flandres, 독일어: Erste Flandernschlacht)는 제1차 세계 대전 서부 전선의 전투로 영국, 프랑스, 벨기에, 독일이 프랑스 아라스에서 벨기에 연안 니우포르트까지 싸웠던 제1차 플랑드르 전투의 일부다.
이 전투는 벨기에 서부 플랑드르의 이프르 주변 서부 전선에서 벌어진 제1차 세계대전 전투이다. 이 전투는 10월 10일부터 11월 중순까지 독일, 프랑스, 벨기에 군대와 영국 원정군(BEF)이 프랑스의 아라스에서 벨기에 해안의 니우포르트까지 싸운 제1차 플랑드르 전투의 일부였다. 이프로에서의 전투는 독일군과 프랑스-영국군이 상대방의 북쪽 측면을 지나서 진격하려는 상호 시도인 바다로의 경주가 끝날 때 시작되었다. 이프로 북쪽에서는 전투가 독일 4군, 벨기에군, 프랑스 해병대 사이의 이제르 강 전투(10월 16~31일)에서 계속되었다.